# دارکوب شکم‌سرخ
دارکوب شکم‌سرخ (نام علمی: Melanerpes carolinus) نام یک گونه از تیره دارکوب است. 
زیستگاه این پرنده عمدتاً شرق ایالات متحده آمریکا، از جنوب تا فلوریدا و از شمال تا کانادا است. نام رایج این پرنده کمی گمراه‌کننده است، چرا که قرمزترین بخش از پرهای آن بر روی سرش است و نه شکم. لازم به ذکر است که پرنده‌ای با نام دارکوب سرقرمز گونۀ دیگری از خانوادۀ این پرنده است که ظاهری کاملاً متفاوت دارد.